# Megah Inawati
Megah Inawati (* 27. Juli 1945 in Kudus) ist eine ehemalige indonesische Badmintonspielerin. Sie ist die Schwester von Megah Idawati und Liem Swie King. Sie ist auch als Linawati, Megawati oder als Hesty Lianawati bekannt geworden.

## Karriere
Megah Inawati gehörte 1969 zum indonesischen Uber-Cup-Team, welches bei dieser Weltmeisterschaft für Damenmannschaften Zweiter wurde. Im Endspiel um den Uber Cup 1969 traf das aufstrebende indonesische Team auf Japan, verlor aber diesmal noch mit 1:6. Inawati verlor in diesem Finale ihre beiden Doppel mit Nurhaena. In der ersten Begegnung unterlagen sie Noriko Takagi und Hiroe Yuki mit 3:15 und 3:15, die zweite verloren sie gegen Tomoko Takahashi und Hiroe Amano mit 8:15 und 8:15.

## Erfolge
| Saison | Veranstaltung | Disziplin | Platz | Name       |
| ------ | ------------- | --------- | ----- | ---------- |
| 1969   | Uber Cup      | Damenteam | 2     | Indonesien |